# The Silver Chalice
The silver chalice é um filme estadunidense de 1954, do gênero drama épico bíblico, dirigido por Victor Saville, com roteiro baseado na novela de Thomas B. Costain.

## Sinopse
Em mais um épico que nos remete aos primeiros tempos do Cristianismo, Paul Newman é um escultor grego, Basil, vendido como escravo por seu perverso tio e que, transportado a Roma, vem a destacar-se por conta de seu talento artístico.
A trama central do filme começa quando Basil é convidado a criar um receptáculo de prata que irá abrigar o cálice que Jesus teria usado na Última Ceia.
Paul Newman, que não gostou de sua atuação nesse filme, geralmente o omitia ao se referir à sua filmografia, mesmo tendo ganhado um Globo de Ouro por esse filme. Newman e Pier Angeli também contracenaram no filme Marcado pela Sarjeta.
A excelente trilha sonora composta pelo compositor alemão Franz Waxman foi indicada ao Oscar.

## Elenco
- Paul Newman ......... Basil
- Virginia Mayo  ......... Helena
- Pier Angeli ............. Debora
- Jack Palance ......... Simão, o mago
- Walter Hampden ..... José
- Natalie Wood ......... Jovem Helena
- Lorne Greene ......... Pedro
- Jacques Aubuchon .. Nero